# Mednafen
Mednafen (My Emulator Doesn't Need A Frickin' Excellent Name), precedentemente conosciuto come Nintencer, è un wrapper libero multi-sistema OpenGL e SDL con interfaccia a riga di comando che raggruppa diversi emulatori originali e non. È distribuito sotto ai termini della GNU GPLv2. Alcuni nuclei di emulazione di RetroArch/Libretro sono un porting da Mednafen .

## Sistemi ospiti
L'emulatore è supportato da Microsoft Windows, Linux, AmigaOS, OpenBSD, PlayStation 3, RISC OS, e Wii.

## Sistemi supportati
| Sistema                             | Basato sul codice di                          |
| ----------------------------------- | --------------------------------------------- |
| Atari Lynx                          | Handy                                         |
| Game Boy / Color                    | VisualBoyAdvance                              |
| Game Boy Advance                    | VisualBoyAdvance                              |
| Game Gear                           | SMS Plus di Charles MacDonald                 |
| Master System                       | SMS Plus di Charles MacDonald                 |
| Neo Geo Pocket / Color              | NeoPop                                        |
| Nintendo Entertainment System       | FCE Ultra                                     |
| PC Engine SuperGrafx                | Sconosciuto                                   |
| PC-FX                               | Originale. NEC V810 CPU basato su Reality Boy |
| PlayStation                         | Originale                                     |
| Sega Genesis                        | Genesis Plus di Charles MacDonald             |
| Sega Saturn                         | Originale                                     |
| Super Nintendo Entertainment System | bsnes                                         |
| TurboGrafx-16 / TurboGrafx-CD       | Originale. Interfaccia CD-ROM basata su PC2e  |
| Virtual Boy                         | Originale. NEC V810 CPU basato su Reality Boy |
| WonderSwan                          | Cygne                                         |

## Interfacce utente

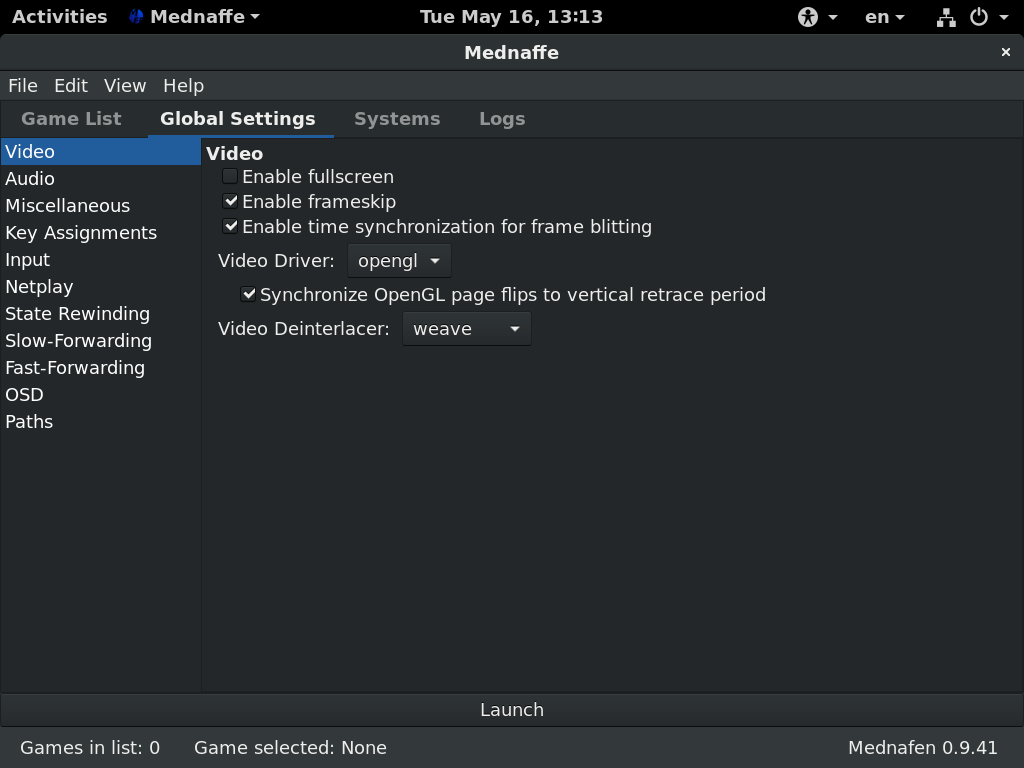
Mednaffe v0.8.4 su Debian GNU/Linux

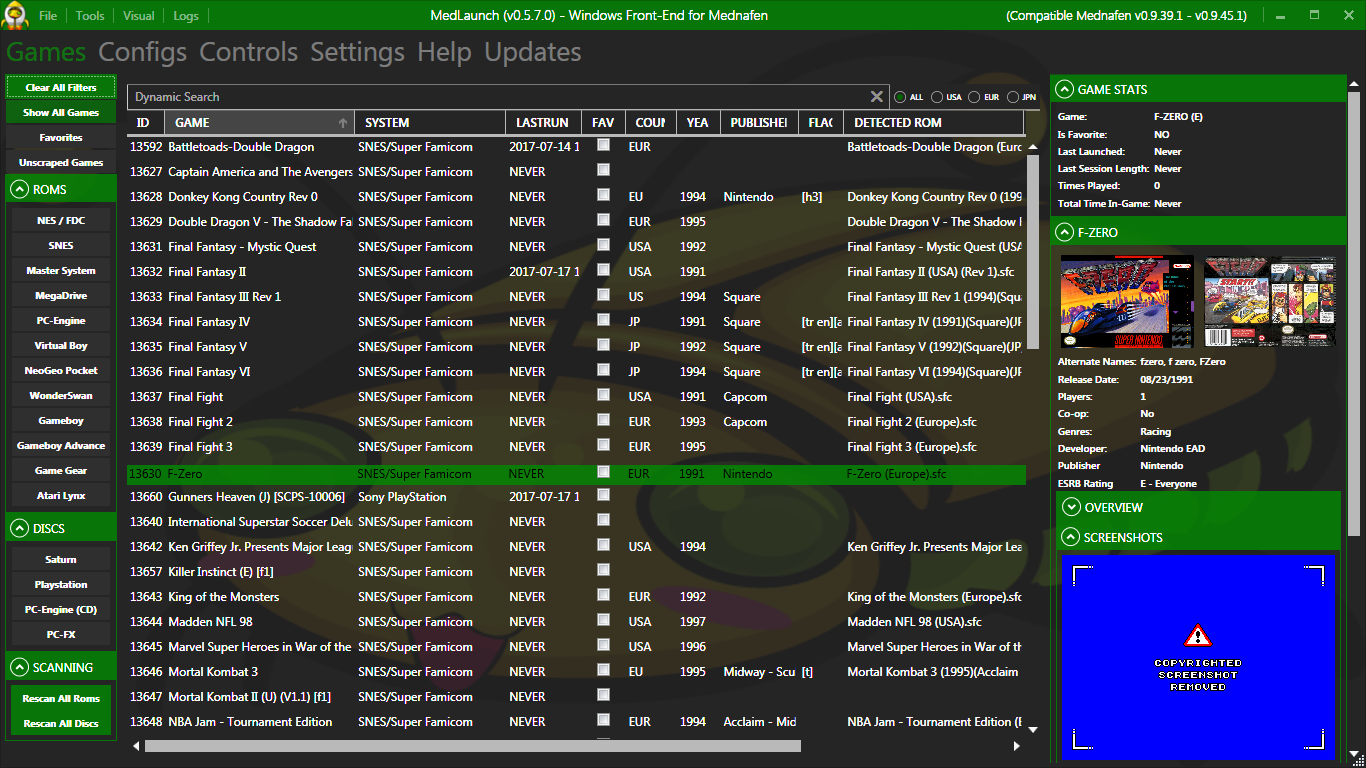
MedLaunch v0.5.7.0 su Windows 7

Ci sono diverse interfacce utente grafiche open source per Mednafen attualmente in fase di sviluppo.
| GUI           | Sistema Operativo   | Descrizione | Repository |
| ------------- | ------------------- | --- | ---------- |
| Mednaffe      | GNU/Linux e Windows | Mednaffe è scritto in C e usa GTK, consente di configurare tutte le opzioni di Mednafen e fornisce semplici funzioni di gestione dei giochi.                                                                           |            |
| MedLaunch     | Windows             | MedLaunch è scritto in C# WPF utilizzando .NET 4.5.2. Consente tutte le opzioni di Mednafen e la configurazione dei controllers, include una libreria dinamica per i giochi con ricerca di file DAT e scraping online. |            |
| MedGui Reborn | Windows             | MedGui Reborn è scritto in Visual Basic .NET utilizzando .NET Framework 2.0. Supporta tutte le opzioni di Mednafen, include molte utiltà di gioco e una semplice esecuzione per le sessioni di gioco in rete.          | [3]        |